# Kanalas ricsóka
A kanalas ricsóka (Smithornis capensis) a madarak osztályának verébalakúak (Passeriformes) rendjébe, a Calyptomenidae családjába  tartozó faj.

## Rendszertani besorolása
Besorolásuk vitatott, régebben a  ricsókafélék (Eurylaimidae) családjába tartoztak, az újabb kutatások helyezték az új családba, de ez még nem minden rendszerező által elfogadott.

## Előfordulása
Afrikában Angola, Botswana, Elefántcsontpart, Gabon, Ghána, Kamerun, a Közép-afrikai Köztársaság, a Kongói Köztársaság, a Kongói Demokratikus Köztársaság, Kenya, Libéria, Malawi, Mozambik, Namíbia, Nigéria, Ruanda, Sierra Leone, a Dél-afrikai Köztársaság, Szváziföld, Tanzánia, Uganda, Zambia, Zimbabwe területén honos.
Természetes élőhelyei a száraz szubtrópusi vagy trópusi erdők, szubtrópusi vagy trópusi nedves síkvidéki erdők, nedves szavannák.

## Alfajai
- Smithornis capensis albigularis
- Smithornis capensis camerunensis
- Smithornis capensis capensis
- Smithornis capensis conjunctus
- Smithornis capensis cryptoleucus
- Smithornis capensis delacouri
- Smithornis capensis medianus
- Smithornis capensis meinertzhageni
- Smithornis capensis suahelicus

## Megjelenése
Testhossza 12–14 centiméter, testtömege 20–31 gramm. Köpcös, rövidfarkú madár. A hímnek fején fekete korona van, tarkója szürke, Csőre felső része fekete, alsó fehér, farka vörösesbarna. Szárnya és vállterülete fekete csíkos. A nemek hasonlóak.

## Életmód
Rovarokkal, hernyókkal, petékkel és hangyákkal táplálkozik.

## Szaporodása
A fészket levéllel, fűvel béleli, amelybe a tojó 2–3 tojást helyez. A költési időszak attól függően változik, hogy hol él a pár.